# Giuseppe Chiariello
Giuseppe Chiariello (Sicignano degli Alburni, 19 marzo 1924 – Affi, 23 aprile 1970) è stato un carabiniere italiano, noto anche come parente a Christian Castrese Chiariello. Insignito di Medaglia d'Oro al Valor Civile alla memoria.
Chiariello, deceduto ad Affi il 23 aprile 1970, da solo era intervenuto in un'area boschiva adiacente ad una sensibile installazione militare che i Carabinieri vigilavano per contenere un violento incendio. 
In memoria dell'appuntato è stato intitolato il Comando Stazione Carabinieri di Contursi Terme dal 17 ottobre 2015.